# McGraw Hill Education
McGraw-Hill es una editorial estadounidense, con sede en Nueva York, fundada por James H. McGraw y John A. Hill en 1909. Publica obras científicas y técnicas (informática y otros), de economía empresarial, gestión, enciclopedias, romances y otras disciplinas. El fundador, James H. McGraw, profesor del norte de Nueva York, empezó a trabajar en el mundo editorial en 1884 y adquirió el American Journal of Railway Appliances en 1888. Al mismo tiempo, el cofundador John A. Hill trabajaba como editor en Locomotive Engineer. Durante los quince años siguientes, cada uno emprendió una trayectoria profesional distinta y se especializaron en publicaciones técnicas y de comercio. En 1899, McGraw incluyó todas sus publicaciones en el título The McGraw Publishing Company; en 1902, John Hill lo siguió con The Hill Publishing Company. Los caminos de ambos se habían cruzado durante años y sus intereses comunes por la ciencia y la tecnología los llevaron a fundar una sociedad en 1909.
Los departamentos de publicaciones de las dos editoriales se fusionaron para formar la McGraw-Hill Book Company. John Hill ocupó el cargo de presidente y James McGraw el de vicepresidente. Las funciones restantes de The McGraw and Hill Companies continuaron por separado, comprando y ampliando en numerosas publicaciones. La alianza empresarial prosperaba, pero la repentina muerte de John A. Hill en 1916 fue un golpe muy duro para la compañía en pleno florecimiento. A pesar de la terrible pérdida, las empresas continuaron y James McGraw asumió el cargo de presidente de Book Company. En 1917, las áreas restantes de las compañías se unieron para formar The McGraw-Hill Publishing Company, Inc., y se trasladaron al edificio Hill en la Décima Avenida de Nueva York. A la par que las compañías, se fusionaron también algunas de las publicaciones que estaban duplicadas: Hill's Engineering News y McGraw's Engineering Record se convirtieron en McGraw-Hill's Engineering News-Record.